# أوين جون طوماس
أوين جون طوماس (بالإنجليزية: Owen John Thomas)‏ هو سياسي بريطاني، ولد في 1939 في كارديف في المملكة المتحدة. حزبياً، نشط في بلاد كيمري. في انتخابات الجمعية الوطنية الويلزية 2003 ‏، انتخب عضو الجمعية الوطنية الويلزية الثانية ‏ عن دائرة ويلز الجنوبية الوسطى ‏ وقد انضم خلال فترته النيابية ‏ (1 مايو 2003 – 28 مارس 2007) للكتلة البرلمانية بلاد كيمري وفي انتخابات الجمعية الوطنية الويلزية 1999 ‏، انتخب عضو الجمعية الوطنية الويلزية الأولى عن دائرة ويلز الجنوبية الوسطى ‏ وقد انضم خلال فترته النيابية ‏ (6 مايو 1999 – 2 أبريل 2003) للكتلة البرلمانية بلاد كيمري.